# Почувадло (село)
Почу́вадло (словац. Počúvadlo) — село в окрузі Банська Штявниця Банськобистрицького краю Словаччини. Станом на січень 2017 року в селі проживала 101 людина. Поруч розташоване рукотворне озеро Почувадло.

## Населення
| Рік:            | 1994. | 2004.    | 2014.    | 2024.    |
| --------------- | ----- | -------- | -------- | -------- |
| Кількість осіб: | 147   | 123      | 95       | 85       |
| Різниця:        |       | -16,32 % | -22,76 % | -10,52 % |

| Рік:            | 2023. | 2024.   |
| --------------- | ----- | ------- |
| Кількість осіб: | 84    | 85      |
| Різниця:        |       | +1,19 % |